# Verrerie de Lettenbach
L'ancienne verrerie de Lettenbach est située dans un hameau de la commune de Saint-Quirin en Moselle.
Elle avait quatre-vingt feu en 1789, puis était l’une des verreries de la société anonyme des Manufactures de glaces et verres de Saint-Quirin, Cirey et Monthermé.
Les vestiges de l'ancienne usine sont peu importants, mais sa chapelle, dotée d'un clocher à bulbes et d'une toiture à bardeaux de bois, est classée par les Monuments historiques depuis le 28 décembre 1984.